# 普拉德萨拉尔
普拉德萨拉尔（法語：Prades-Salars，法語發音：[pʁad salaʁ]）是法国阿韦龙省的一个市镇，属于罗德兹区。

## 地理
普拉德萨拉尔（44°15'47"N, 2°47'5"E）面积30.55 平方千米，位于法国奧克西塔尼大區阿韦龙省，该省份为法国南部内陆省份，位于法國中央高原南部，北起顺时针与康塔爾省、洛泽尔省、加尔省、埃罗省、塔恩省、塔恩-加龙省和洛特省接壤。
与普拉德萨拉尔接壤的市镇（或旧市镇、城区）包括：卡内德萨拉尔、蓬德萨拉尔、萨勒屈朗、塞居尔、屈朗。

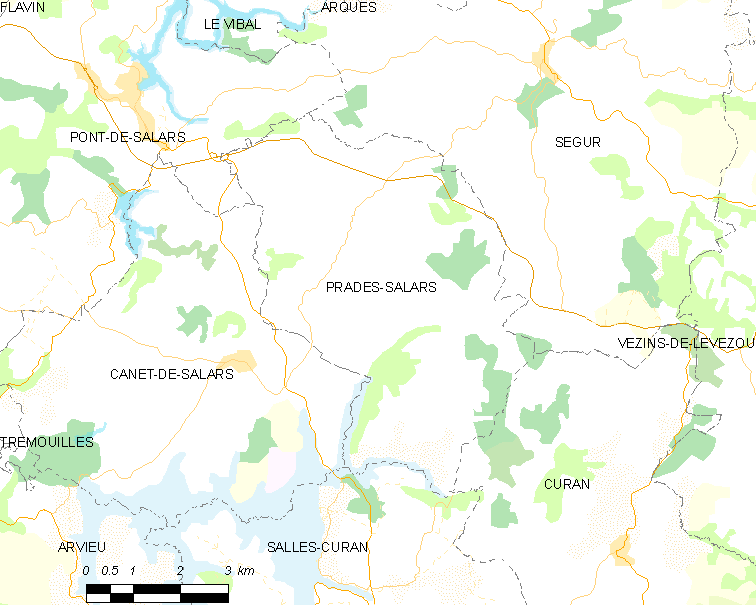
普拉德萨拉尔的OSM定位图

普拉德萨拉尔的时区为UTC+01:00、UTC+02:00（夏令时）。

## 行政
普拉德萨拉尔的邮政编码为12290，INSEE市镇编码为12188。

## 政治
普拉德萨拉尔所属的省级选区为拉斯普-莱韦祖县。

## 人口

1962-2008年间普拉德萨拉尔人口变化图示

普拉德萨拉尔于2022年1月1日时的人口数量为315人。